# Ateuchus nitidulum
Ateuchus nitidulum är en skalbaggsart som beskrevs av François Louis Nompar de Caumont de Laporte 1840. Ateuchus nitidulum ingår i släktet Ateuchus och familjen bladhorningar. Inga underarter finns listade.